# Hrabstwo Clinton (Illinois)

Piramida wieku hrabstwa

Hrabstwo Clinton – hrabstwo w USA, w stanie Illinois, według spisu z 2000 roku liczba ludności wynosiła 35 535. Siedzibą hrabstwa jest Carlyle.

## Historia
Hrabstwo Clinton powstało w 1824 roku z dwóch hrabstw – Hrabstwa Washington i Hrabstwa Bond. Nazwa hrabstwa pochodzi od siódmego gubernatora Nowego Jorku, DeWitta Clintona (1769–1828).

## Geografia
Według spisu hrabstwo zajmuje powierzchnię 1304 km², z czego 1228 km² stanowią lądy, a 76 km² (5,81%) – wody, w większości to sztuczny zbiornik wodny Jezioro Carlyle.

Stan Illinois na mapie USA

### Sąsiednie hrabstwa
- Hrabstwo Bond – północ
- Hrabstwo Fayette – północny wschód
- Hrabstwo Marion – wschód
- Hrabstwo Washington – południe
- Hrabstwo St. Clair – zachód
- Hrabstwo Madison – północny zachód

## Demografia
Według spisu z 2000 roku hrabstwo zamieszkuje 35 535, które tworzą 12 754 gospodarstw domowych oraz 9221 rodzin. Gęstość zaludnienia wynosi 29 osób/km². Na terenie hrabstwa jest 13 805 budynków mieszkalnych o częstości występowania wynoszącej 11 budynków/km². Hrabstwo zamieszkuje 94,19% ludności białej, 3,91% ludności czarnej, 0,16% rdzennych mieszkańców Ameryki, 0,33% Azjatów, 0,03% mieszkańców wysp Pacyfiku, 0,84% ludności innej rasy oraz 0,54% ludności wywodzącej się z dwóch lub więcej ras, 1,60% ludności to Hiszpanie, Latynosi lub inni.
W hrabstwie znajduje się 12 754 gospodarstw domowych, w których 35,10% stanowią dzieci poniżej 18. roku życia mieszkające z rodzicami, 60,10% małżeństwa mieszkające wspólnie, 8,40% stanowią samotne matki oraz 27,70% to osoby nieposiadające rodziny. 24,20% wszystkich gospodarstw domowych składa się z jednej osoby oraz 11,90% żyje samotnie i ma powyżej 65. roku życia. Średnia wielkość gospodarstwa domowego wynosi 2,60 osoby, a rodziny wynosi 3,10 osoby.
Przedział wiekowy populacji hrabstwa kształtuje się następująco: 24,90% osób poniżej 18. roku życia, 9,30% pomiędzy 18. a 24. rokiem życia, 30,20% pomiędzy 25. a 44. rokiem życia, 21,30% pomiędzy 45. a 64. rokiem życia oraz 14,40% osób powyżej 65. roku życia. Średni wiek populacji wynosi 37 lat. Na każde 100 kobiet przypada 106,60 mężczyzn. Na każde 100 kobiet powyżej 18. roku życia przypada 106,80 mężczyzn.
Średni dochód dla gospodarstwa domowego wynosi 44 618 dolarów, a średni dochód dla rodziny wynosi 52 580 dolarów. Mężczyźni osiągają średni dochód w wysokości 36 035 dolarów, a kobiety 23 506 dolarów. Średni dochód na osobę w hrabstwie wynosi 19 109 dolarów. Około 4,60% rodzin oraz 6,40% ludności żyje poniżej minimum socjalnego, z tego 7,80% poniżej 18. roku życia oraz 6,00% powyżej 65. roku życia.

## Miasta
- Breese
- Carlyle
- Trenton

## Wioski
- Albers
- Aviston
- Bartelso
- Beckemeyer
- Damiansville
- Germantown
- Hoffman
- Huey
- New Baden